# 彭福 (永樂進士)
彭福，福建建宁府瓯宁县人，明朝政治人物。

## 生平
洪武二十六年（1395年），彭福中式癸酉科福建鄉試，永樂二年（1404年），登甲申科進士，授行人司司副。